# Persecution Mania
Persecution Mania (с англ. — «Мания преследования») — второй студийный альбом немецкой трэш-метал группы Sodom, выпущенный 1 декабря 1987 года на лейбле Steamhammer. Альбом, несмотря на то, что на нём всё ещё чувствуется сильный уклон в блэк-метал, положил начало смене звучания группы в сторону трэш-метала. Помимо определения звучания Sodom, он олицетворял собой жанр трэш-метала в то время, когда его популярность, возможно, достигла пика. Альбом также имел сходство с музыкой других немецких групп, таких как Destruction и Kreator, из-за чего впоследствии возник термин «тевтонский трэш», обозначающий немецкую ветвь развития трэш-метала.
Несмотря на изображение креста на обложке альбома, его тематика сосредоточена больше на политике и темах войны, чем на религии. Во многом это связано с тем, что к группе присоединился гитарист Фрэнк «Blackfire» Годзник. Он привнёс в группу новый подход к написанию песен, придавший им более организованное и ясное звучание, а также помог Sodom занять лирическую нишу, которую они практикуют и по сей день. Завершающая гитарная партия в девятой песне «Bombenhagel» является мелодией гимна Германии — «Песни немцев».
Persecution Mania был переиздан в 2000 году как часть двойного альбома вместе с Obsessed by Cruelty и In the Sign of Evil. Оба компакт-диска включают мини-альбом Expurse of Sodomy.

## Список композиций
Вся музыка написана Кристианом Дудеком, Фрэнком Годжиком и Томасом Зухом.
| №                   | Название                         | Перевод названия               | Длительность |
| ------------------- | -------------------------------- | ------------------------------ | ------------ |
| 1.                  | «Nuclear Winter»                 | «Ядерная зима»                 | 5:26         |
| 2.                  | «Electrocution»                  | «Казнь на электрическом стуле» | 3:26         |
| 3.                  | «Iron Fist» (кавер на Motörhead) | «Железный кулак»               | 2:45         |
| 4.                  | «Persecution Mania»              | «Мания преследования»          | 3:40         |
| 5.                  | «Enchanted Land»                 | «Земля обетованная»            | 4:01         |
| 6.                  | «Procession To Golgatha»         | «Процессия на Голгофе»         | 2:01         |
| 7.                  | «Christ Passion»                 | «Страсть к Христу»             | 6:13         |
| 8.                  | «Conjuration»                    | «Колдовство»                   | 3:44         |
| 9.                  | «Bombenhagel»                    | «Бомбардировка»                | 5:11         |
| Общая длительность: | Общая длительность:              | Общая длительность:            | 34:39        |

| №   | Название           | Длительность |
| --- | ------------------ | ------------ |
| 10. | «Outbreak of Evil» | 3:32         |
| 11. | «Sodomy & Lust»    | 5:14         |
| 12. | «The Conqueror»    | 3:29         |
| 13. | «My Atonement»     | 6:05         |

Европейское издание на CD содержит перезаписанные версии песни «Outbreak of Evil» (с дебютного мини-альбома In the Sign of Evil) и предыдущего релиза группы — мини-альбома Expurse of Sodomy. Издания на компакт-кассетах  в качестве бонус-трека содержали только песню «Outbreak of Evil».

## Участники записи
- Томас Зух — вокал, бас-гитара
- Фрэнк Годжик — гитара
- Кристиан Дудек — ударные